# Pursuit to Algiers
Pursuit to Algiers is een Amerikaanse film uit 1945, gebaseerd op het personage Sherlock Holmes. De film werd geregisseerd door Roy William Neill. Het is de twaalfde van de Sherlock Holmes-films met Basil Rathbone als Holmes en Nigel Bruce als Dr. Watson.

## Verhaal
Holmes en Watson escorteren Prins Nikolas, de erfgenaam van een koninkrijk in het oosten, van Engeland naar Algiers. De prins, die in het Verenigd Koninkrijk een opleiding heeft gevolgd, doet zich tijdens de reis voor als een neef van Watson. De reden dat Holmes en Watson de prins begeleiden is omdat de vader van de prins kort daarvoor al gedood is bij een aanslag.
Zoals verwacht hebben de daders van die aanslag het ook op de prins voorzien. Er vinden meerdere aanslagen plaats, maar Holmes kan telkens voorkomen dat de prins sterft. Hij kan echter niet voorkomen dat de schurken uiteindelijk de prins ontvoeren.
Kort na de ontvoering maakt Holmes aan Watson bekend dat hij dit al voorzien had. De man van wie Watson (en de kijker) dacht dat het de prins was, was in werkelijkheid gewoon een lookalike die dienstdeed als afleiding. De echte prins is nog op het schip, vermomd als steward.

## Cast
| Acteur                     | Personage          |
| -------------------------- | ------------------ |
| Basil Rathbone             | Sherlock Holmes    |
| Nigel Bruce                | John H. Watson     |
| Marjorie Riordan           | Sheila Woodbury    |
| Rosalind Ivan              | Agatha Dunham      |
| Morton Lowry               | Steward            |
| Leslie Vincent             | Nikolas Watson     |
| Martin Kosleck             | Mirko              |
| Rex Evans                  | Gregor             |
| John Abbott                | Jodri              |
| Gerald Hamer               | Kingston           |
| William 'Wee Willie' Davis | Gubec              |
| Tom Dillon                 | Restauranteigenaar |
| Frederick Worlock          | Premier            |
| Sven Hugo Borg             | Johansson          |

## Achtergrond
Het verhaal van de film is niet gebaseerd op een van de Holmes-verhalen door Doyle, maar bevat voor de oplettende kijker wel een paar referenties naar gebeurtenissen uit die verhalen. Zo speelt de film zich grotendeels af op een schip genaamd Friesland, dat werd genoemd in het verhaal The Adventure of the Norwood Builder. Verder spreekt Watson op een gegeven moment over “de enorme rat van Sumatra”, waar ook al over gesproken werd in het verhaal The Adventure of the Sussex Vampire.